# Cogeces del Monte
Cogeces del Monte ist ein nordspanisches Dorf und eine Gemeinde (municipio) mit 644 Einwohnern (Stand: 2024) in der Provinz Valladolid in der autonomen Region Kastilien-León. 

## Lage
Cogeces del Monte liegt in der kastilischen Hochebene in einer Höhe von etwa 885 m. Die Provinzhauptstadt Valladolid befindet sich gut 35 km (Fahrtstrecke) westnordwestlich. Das Klima im Winter ist durchaus kalt, im Sommer dagegen warm bis heiß; die spärlichen Regenfälle (ca. 511 mm/Jahr) fallen verteilt übers ganze Jahr.

## Bevölkerungsentwicklung
| Jahr      | 1970 | 1981 | 1991 | 2001 | 2011 | 2021 |
| Einwohner | 1418 | 1217 | 1056 | 899  | 816  | 637  |

## Sehenswürdigkeiten
- Kirche Mariä Himmelfahrt
- Ruine des Marienklosters des Hieronymusordens

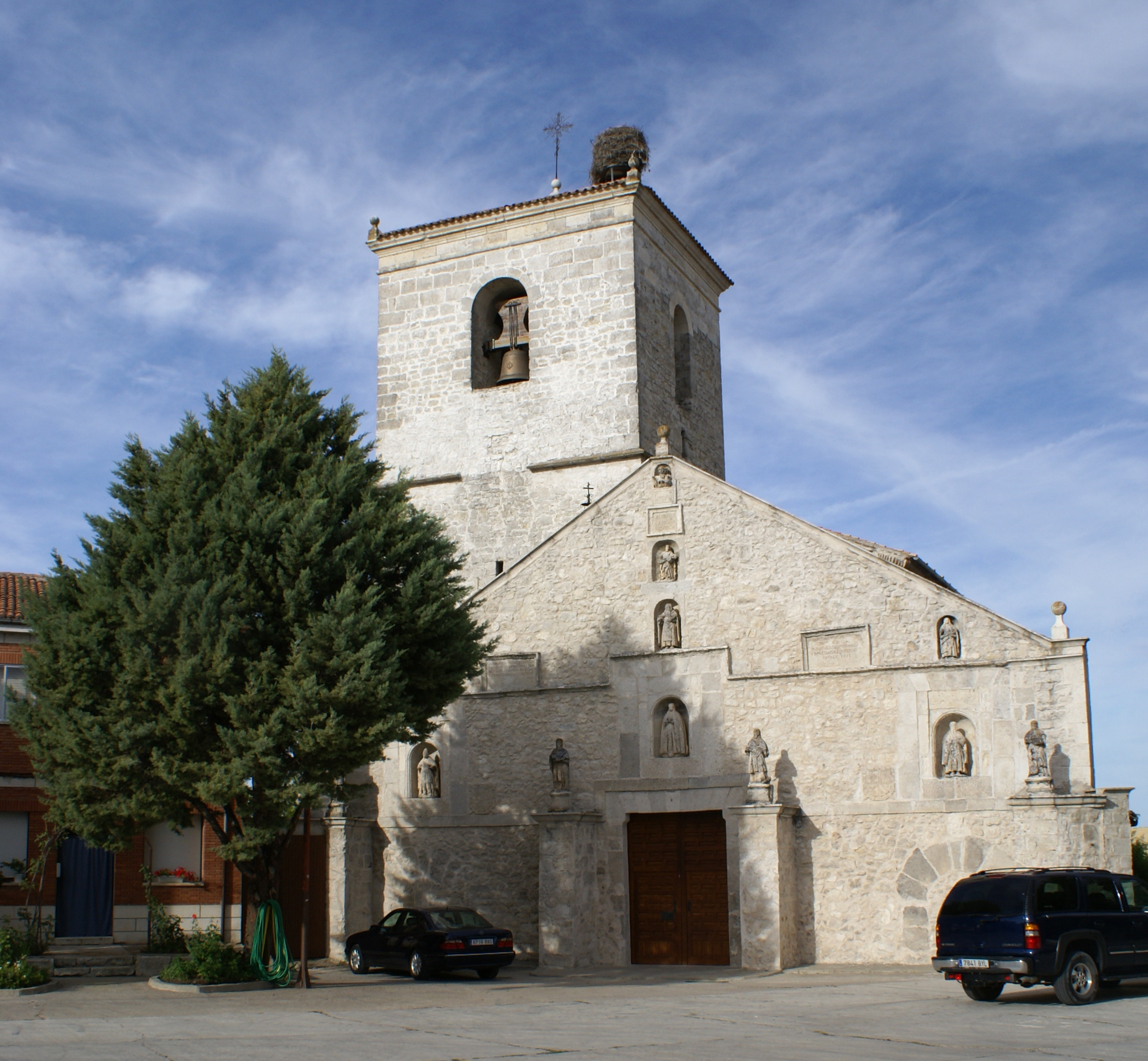
Kirche Mariä Himmelfahrt
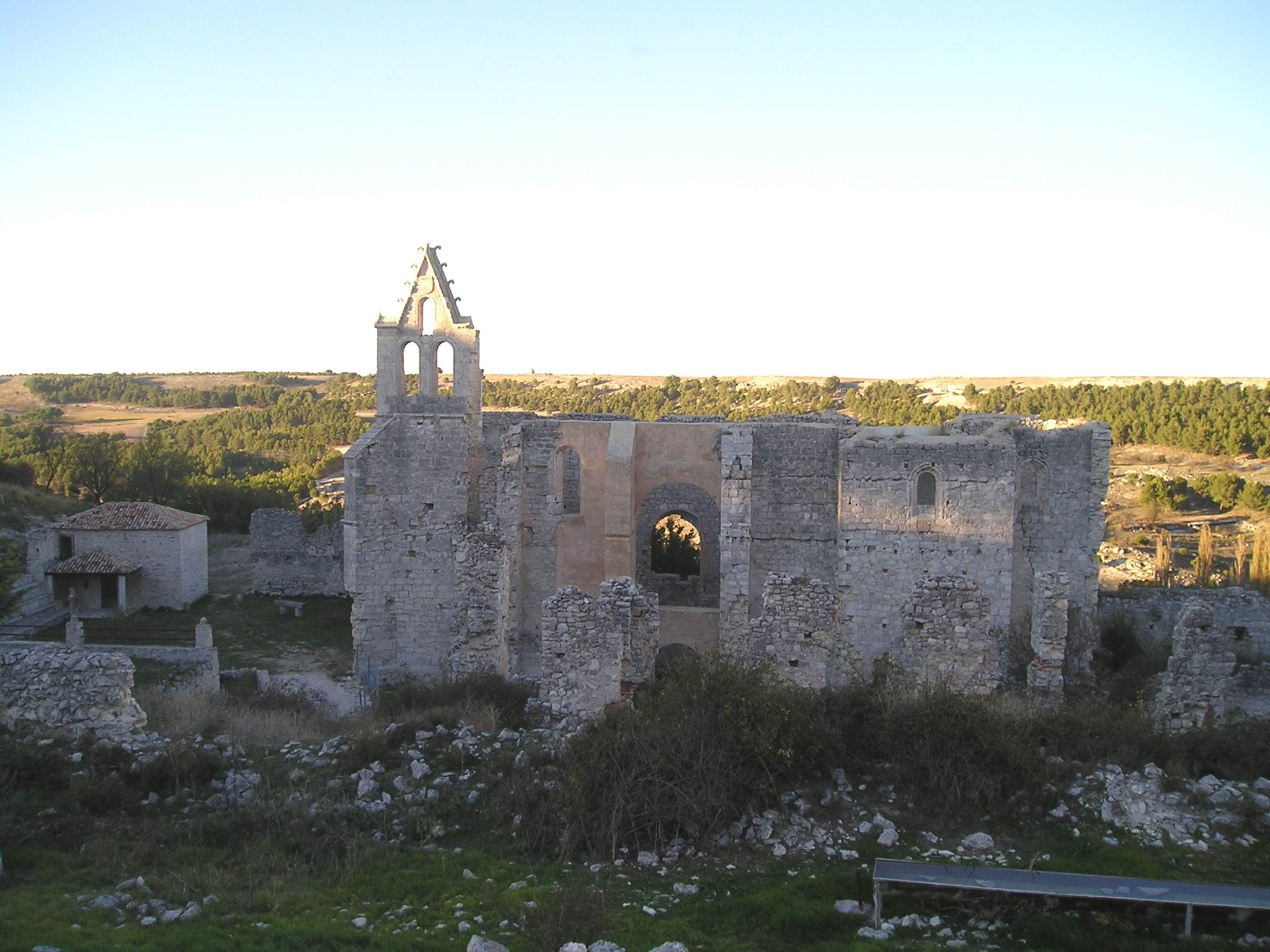
Marienkloster
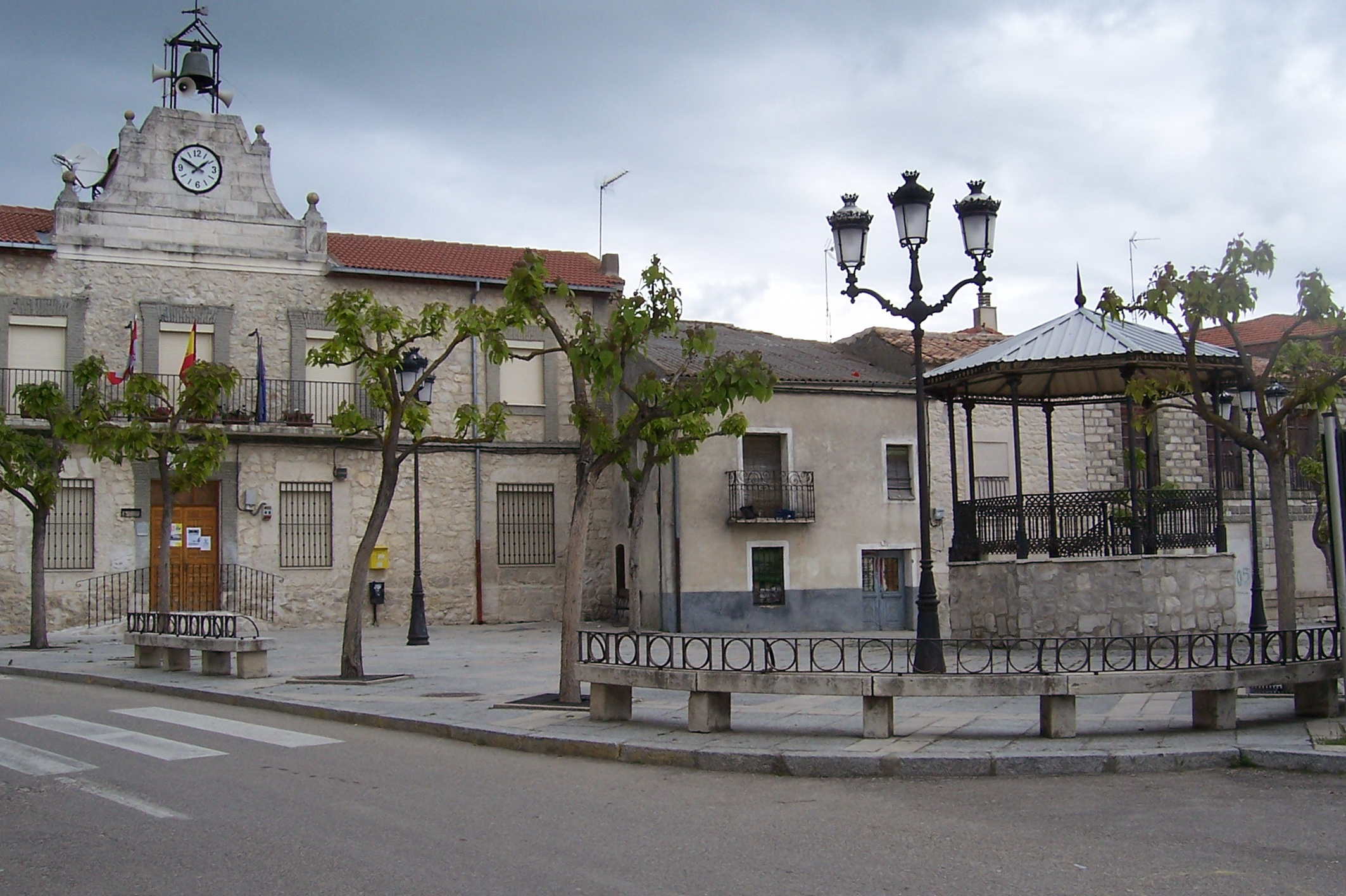
Rathaus